# Lum Rexhepi
Pour les articles homonymes, voir Rexhepi.
Lum Rexhepi est un footballeur kosovar, né le 3 août 1992 à Turku. Il évolue au poste de défenseur central.

## Palmarès
- FC Honka
  - Vainqueur de la Coupe de la Ligue finlandaise en 2011
  - Vainqueur de la Coupe de Finlande en 2012

## Statistiques
| Saison    | Club            | Pays          | Championnat       | Coupes nationales | Coupes d'Europe | Finlande |
| --------- | --------------- | ------------- | ----------------- | ----------------- | --------------- | -------- |
| 2011      | FC Honka        | Veikkausliiga | 14 matchs         | 7 matchs / 2 buts | -               | -        |
| 2012      | FC Honka        | Veikkausliiga | 18 matchs / 1 but | 7 matchs / 2 buts | -               | -        |
| 2013      | FC Honka        | Veikkausliiga | 8 matchs          | 8 matchs          | -               | 1 match  |
| 2014      | FC Honka        | Veikkausliiga | 22 matchs         | 2 matchs          | -               | 2 matchs |
| 2015      | Lillestrøm SK   | Tippligaen    | -                 | -                 | -               | -        |
| 2016      | HJK Helsinki    | Veikkausliiga | 22 matchs         | -                 | (C3) 5 matchs   | 1 match  |
| 2016-2017 | Go Ahead Eagles | Eredivie      | -                 | -                 | -               | -        |

Dernière mise à jour le 19/02/2017